# Kees Lunshof
Kees Lunshof (Haarlem, 24 november 1945 – Den Haag, 18 november 2007) was een Nederlands journalist, columnist en politiek commentator. Hij was adjunct-hoofdredacteur bij het dagblad De Telegraaf, de krant waar hij vanaf 1971 werkzaam was.
Lunshof, de zoon van journalist en Elsevier-hoofdredacteur Henk Lunshof, won in 1992 de Anne Vondelingprijs voor de heldere manier waarop hij de politiek in de krant wist te verwoorden. Op dinsdag en zondag verzorgde hij het politieke commentaar in De Telegraaf. Hij was lid van het Nederlands Genootschap van Hoofdredacteuren.
Lunshof overleed in de herfst van 2007, zes dagen voordat hij 62 zou zijn geworden, na een ziekte van bijna een jaar. Een maand voor zijn overlijden was hij noodgedwongen met zijn werk gestopt. Zijn laatste columns schreef hij enkele weken daarvoor in De Telegraaf.

## Publicaties
- Van polderen en polariseren: dertig jaar Nederlandse politiek (2004) ISBN 90-351-2642-4.

- Digitale Bibliotheek voor de Nederlandse Letteren: luns009
- Gemeinsame Normdatei: 173203728
- International Standard Name Identifier: 0000 0000 3649 5675
- Library of Congress Control Number: n2005024978
- Nederlandse Thesaurus van Auteursnamen: 16837126X
- Virtual International Authority File: 63413293
- WorldCat: E39PBJwdhyCQQwwCrGPbmmJxDq